# Ugo Gallo
Ugo Gallo (Genova, 11 novembre 1905 – Lisbona, 5 maggio 1957) è stato un ispanista, traduttore e poeta italiano.

## Biografia
Fu direttore dell'Istituto Italiano di Cultura a Lisbona. Oltre che ispanista, fu anche poeta, romanziere e traduttore.

## Opere

### Curatele
- Nievo: con inediti e un ritratto, Genova, Degli Orfini, 1932
- Grammatica della lingua spagnola, Milano, Signorelli, 1951
- Storia della letteratura ispano-americana, Milano, Nuova Accademia, 1954
- Storia della letteratura spagnola, Milano, Nuova Accademia, 1958 (con Giuseppe Bellini, 2 voll.)
- Le più belle pagine della letteratura spagnola, Milano, Nuova Accademia, 1959-1960 (con Antonio Gasparetti)

### Narrativa
- Daniel, inglese errante, Milano, La Prora, 1937
- Destino di Bolzano, Roma, La Nuova Antologia, 1937

### Poesia
- Sole e vento, Genova, Libreria Editrice Italia, 1929
- Estasi calma, Genova, Degli Orfini, 1935
- L'inositolo, Napoli, De Gaudio, 1952
- Diario lirico: 1930-1955, Parma, Guanda, 1956
- Solstizio d'autunno, Dell'albero, 1956
- Poesie, Genova, CRGI, 1982

### Traduzioni
- David Herbert Lawrence, Pagine inedite d'un inglese che non amava gli inglesi, La Nuova Antologia, 1935